# Eutolmus lavcievi
Eutolmus lavcievi är en tvåvingeart som beskrevs av Jelesova 1974. Eutolmus lavcievi ingår i släktet Eutolmus och familjen rovflugor. Inga underarter finns listade i Catalogue of Life.